# Takurō Kaneko
Takurō Kaneko (jap. 金子 拓郎, Kaneko Takurō; * 30. Juli 1997 in Saitama) ist ein japanischer Fußballspieler. 

## Karriere
Takurō Kaneko erlernte das Fußballspielen in den Jugendmannschaften von Ogawa Secundary School und dem Kumagaya SC sowie in der Schulmannschaft der Maebashi Ikuei High School und der Universitätsmannschaft der Nihon-Universität. Von September 2019 bis Januar 2020 wurde er von der Nihon-Universität an den Erstligisten Hokkaido Consadole Sapporo ausgeliehen. Der Verein spielte in der höchsten Liga des Landes, der J1 League. Nach Ausleihende wurde er im Februar 2020 von Sapporo fest verpflichtet. Für die Saison 2023/24 wechselte er per Leihe mit Kaufoption zu Dinamo Zagreb nach Kroatien. Für den Verein bestritt er 28 Ligaspiele. Nach der Ausleihe kehrte er nach Japan zurück. Im Juli 2024 ging er nach Europa, wo er einen Vertrag bei dem belgischen Erstligisten KV Kortrijk unterschrieb. Nach 16 Ligaspielen, in denen er einen Treffer erzielte, kehrte er im Januar 2025 nach Japan zurück. Hier nahm ihn der Erstligist Urawa Red Diamonds unter Vertrag.